# なないろ 恋の天気予報
『なないろ 恋の天気予報』は、2002年10月25日にパートナーブランドに加盟していたFilmSoftwareから発売されたアダルトゲーム。変更前のタイトルは『ななさい』（七彩）だった。

## ストーリー
主人公の稲葉恭介は、周囲から「九木山学園史上最大の悪童」と呼ばれていた。ある日、恭介が祖父から喫茶店の経営を押しつけられた直後、大きな物音とともに突然「天気を司る女神」を名乗る不審な集団が現れる。恭介は成り行きで、この集団との集団生活を送ることとなる。

## 主な登場キャラクター
稲葉恭介
声：なし
コロナ
声：さくら子
雨音
声：森田みのり
風
声：姫嶋ルキオ
三上杏
声：カンザキカナリ
天野夕菜
声：綾川りの
秋月かなた
声：MI-KO
イワ
声：はにわ
佐藤先生
声：神原真人

## スタッフ
- シナリオ：原人、P_kura
- 原画：松下まかこ、GT、恵のタンケ
- 音楽：おおくまけんいち
  - メインテーマ「A BLUE PLACE」
    - 歌：Thousand Body

## 備考
インストールに約1時間ほどかかったり、文字化け、頻発するフリーズ現象や、ラップ音、スキップの使いづらさなど不具合が多い作品であった。そのため、メーカーのホームページにサポートを求めるアクセスが殺到し、サーバダウンによって一時閲覧不能の状態にまで陥る。さらに、そのような状態からリリースされた修正パッチも起動できている人向けで、インストールや起動すらできない場合は解決できず、再びホームページへのアクセス集中・閲覧不能状態となってしまう。このようなことを何度か繰り返し、結局数か月後にはブランドの活動停止によりホームページが閉鎖され、宮城県仙台市にあった事務所も引き払われた（ホームページには度重なるサーバダウンでレンタル元へ賠償金を支払っている旨が記載されており、これによる資金難が直接的な原因と考えられ、また、当選していたコミケも代表の急病という理由で欠席した事もあり、一部では夜逃げという表現も用いられた）。松下まかこなど、スタッフの多くは現在HOOKで活躍している。